# Großwolde
Großwolde is een 2 meter boven de zeespiegel gelegen dorp in het Landkreis Leer in de Duitse deelstaat Nedersaksen. Bestuurlijk maakt het dorp deel uit van de gemeente Westoverledingen. De uitgang wold verwijst naar een natte, onontgonnen wildernis. Het oorspronkelijke dorp is rond 1200 naar het oosten verplaatst waar het nu op een zandrug ligt. De huidige dorpskerk uit de veertiende eeuw heeft nog een doopvont dat uit de kerk in het verlaten oudere dorp komt.
Tijdens de Eerste Wereldoorlog was er bij Großwolde een klein werkkamp. 65 Russische krijgsgevangenen moesten er onder zeer slechte omstandigheden een stuk veen van 999 ha ontginnen.

## Trivia

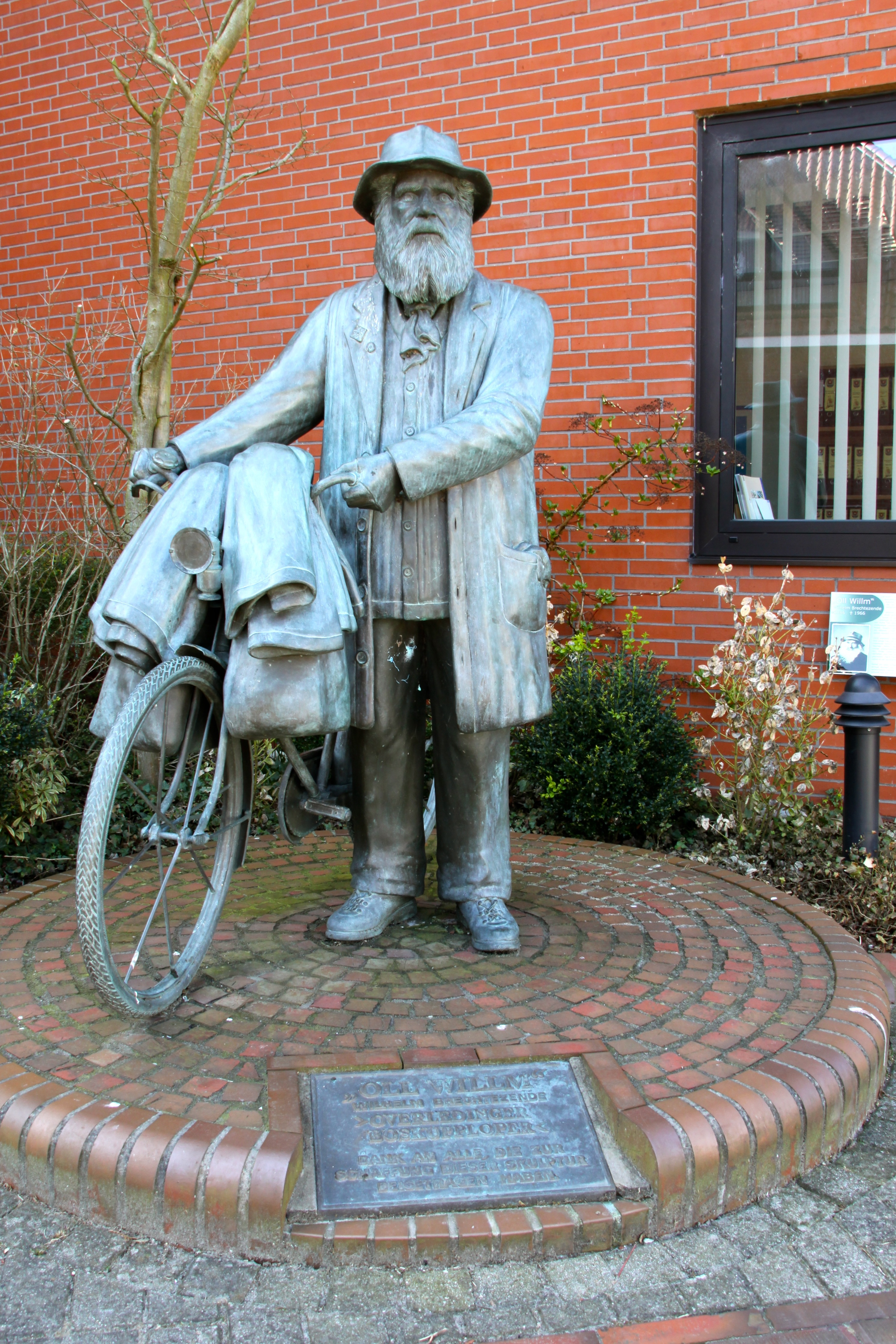
Standbeeld Oll Willm voor het gemeentehuis in Ihrhove

Oll Willm ("Oude Willem"), echte naam: Wilhelm Brechtezende (Großwolde, 1886–1966), was een geliefde, kleurrijke figuur in Großwolde in de eerste helft van de 20e eeuw. Hij verdiende de kost als „Böskupploper“, door voor anderen boodschappen te doen. Toen de nazi's aan de macht waren gekomen , sarden zij de zonderling, o.a. door hem te mishandelen, kaal te scheren en voor een futiliteit tot gevangenisstraf te veroordelen. Ook staken jongens van de Hitlerjugend zijn hutje in brand. In 2011 werd te Ihrhove voor hem een standbeeld opgericht.
- Nationale Bibliotheek van Israël: 987007491990305171
- Virtual International Authority File: 133882598